# Luís das Chagas
Frei Luís das Chagas (Portimão, século XVI — Lisboa, 22 de dezembro de 1640) foi um compositor e cantochanista português.

## Biografia
Luís das Chagas nascem em Portimão no século XVI. Recebeu educação musical no Convento de Nossa Senhora de Jesus em Lisboa (atual edifício da Academia das Ciências de Lisboa) e professou na mesma instituição da Terceira Ordem Regular de São Francisco a 14 de maio de 1606. Foi vigário do coro, mestre dos noviços e, em 1636, foi eleito ministro do Convento de Nossa Senhora do Paraíso de Silves.
Desenvolveu atividade musical como cantor e compositor de contraponto e cantochão. Morreu a 22 de dezembro de 1640 em Lisboa no Convento de Nossa Senhora de Jesus.

## Obra
A sua obra foi perdida na totalidade. Consistia, principalmente, segundo Diogo Barbosa Machado, em dois manuscritos que nunca foram impressos: um que continha os Ofícios da Semana Santa e outro com o longo título de Manual para todo lo que se canta fuera del coro conforme el uso de los Frailes, y Monjas del Sagrado Orden de Penitencia de N. P. S. Francisco del Reyno de Portugal y Castilla. Contiene las ceremonias del Altar y Coro en todos los actos solemnes, que occurren en el descurso del año conforme al Missal y Breviario Romano más correcto impresso en el tempo del Señor Papa Urbano VIII.. Esta obra foi utilizada por Frei Raimundo da Conversão na composição do seu próprio “Manual”.